# Sprogø og Halsskov Rev
Sprogø og Halsskov Rev este o arie protejată (arie de protecție specială avifaunistică — SPA) din Danemarca întinsă pe o suprafață de 4.920 ha, din care 97 % marine.

## Localizare
Centrul sitului Sprogø og Halsskov Rev este situat la coordonatele 55°20′53″N 11°02′43″E / 55.348056°N 11.045278°E.

## Înființare
Situl Sprogø og Halsskov Rev a fost declarat arie de protecție specială avifaunistică în mai 1983 pentru a proteja 4 specii de animale.

## Biodiversitate
Situată în ecoregiunile continentală și marină baltică, aria protejată nu include niciun habitat protejat.
La baza desemnării sitului se află mai multe specii protejate de  păsări (4): eider (Somateria mollissima), chiră mică (Sterna albifrons), Sterna paradisaea, chiră de mare (Sterna sandvicensis).